# История почты и почтовых марок Азорских островов
История почты и почтовых марок Азорских островов описывает развитие почтовой связи на Азорских островах, автономном регионе Португалии, расположенном на одноимённом архипелаге.

## Развитие почты
До 1868 года на Азорских островах в обращении были почтовые марки Португалии, которые на корреспонденции гасили номерными почтовыми штемпелями «48», «49», «50».

## Выпуски почтовых марок
Почти все марки, выпущенные для Азорских островов, представляли собой почтовые марки Португалии с надпечаткой порт. «AÇORES» («Азорские острова»). Первая из таких марок появилась в 1868 году, и их выпуск продолжался по 1930 год. После 1930 года в обращении были португальские почтовые марки без каких-либо изменений. Исключение составили выпуск Васко да Гама 1898 года, выпуск короля Карлуша I 1906 года, выпуск короля Мануэла II и революционные надпечатки Мануэла 1910 года.

Примеры ранних почтовых марок Азорских островов
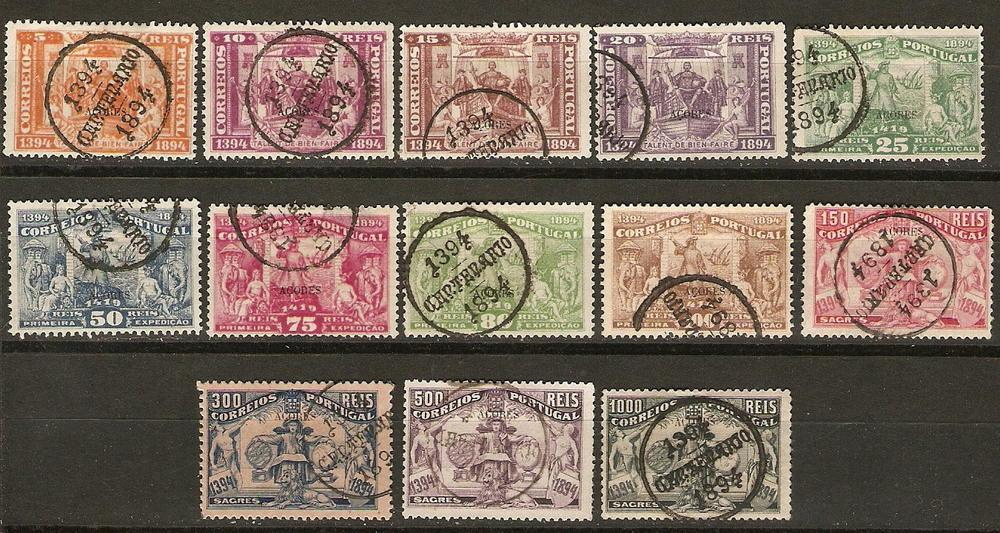
1894
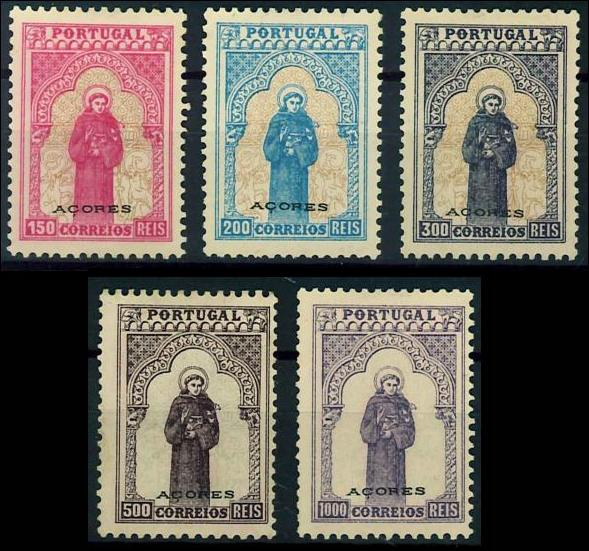
1895

### Эмиссии административных районов
В период с 1892 года по 1906 год для трёх административных районов Азорских островов были выпущены почтовые марки, на которых были написаны их названия: «Angra» («Ангра»), «Horta» («Орта») и «Ponta Delgada» («Понта-Делгада»). Их рисунки были идентичны дизайну обычных португальских почтовых марок, на которых, чтобы отличать их, была надпись «CONTINENTE» («Континент»), причём цвет марок был в принципе таким же, лишь некоторые марки были светлее или темнее.

Примеры марок административных районов Азорских островов и для сравнения Мадейры (Фуншала)
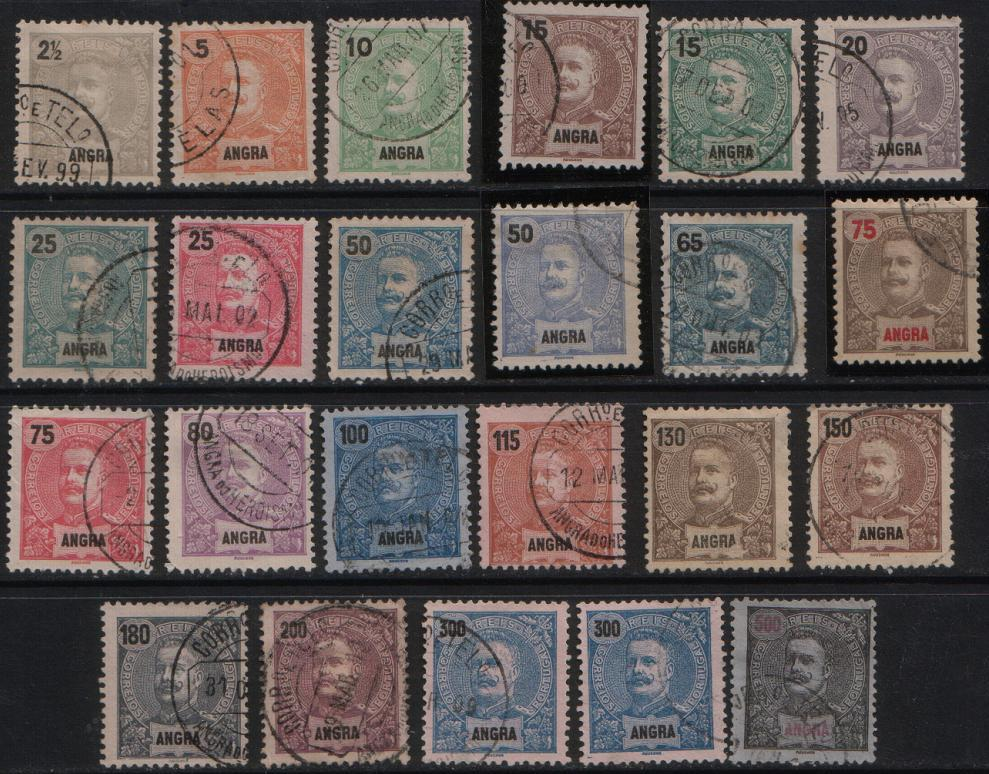
Ангра (1897—1905)
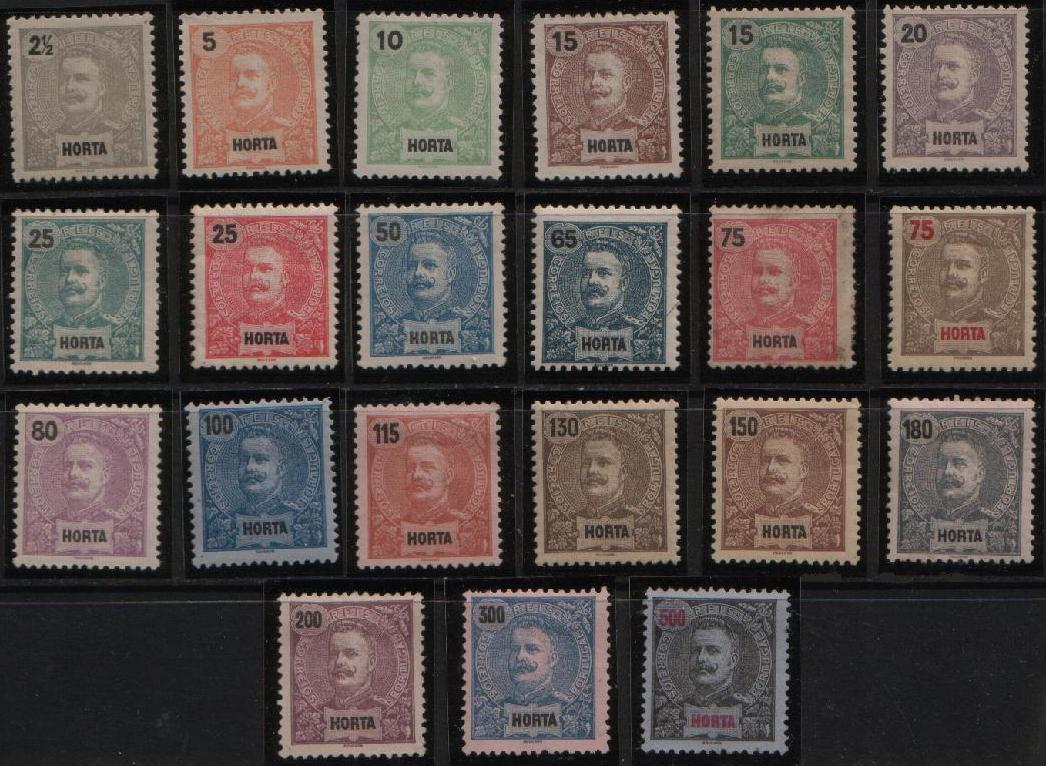
Орта (1897—1905)
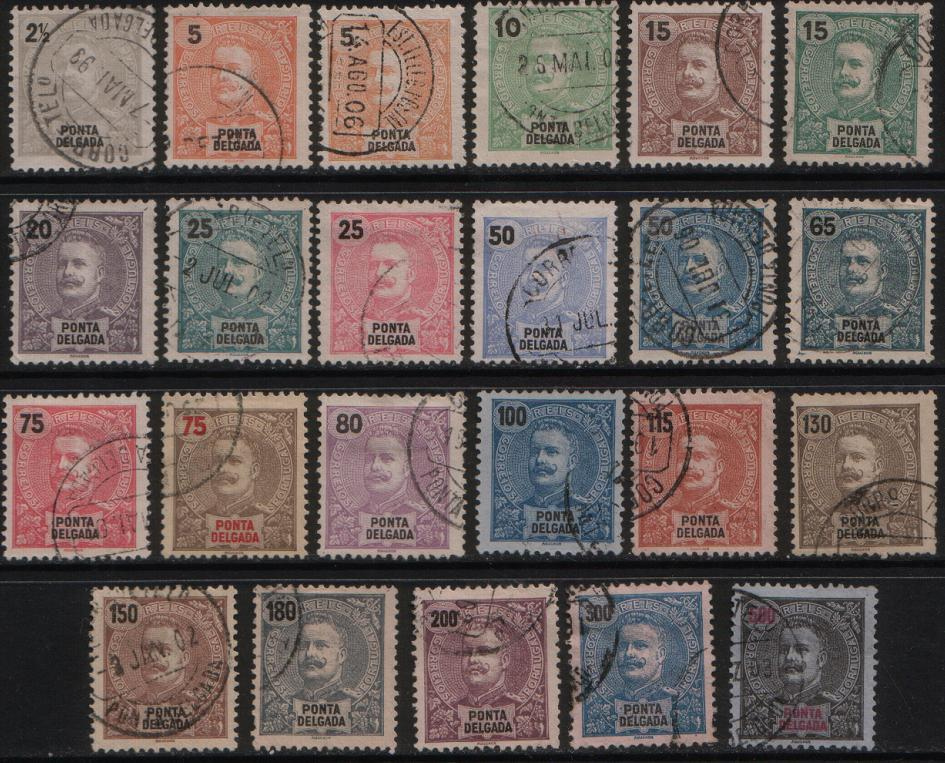
Понта-Делгада (1897—1905)
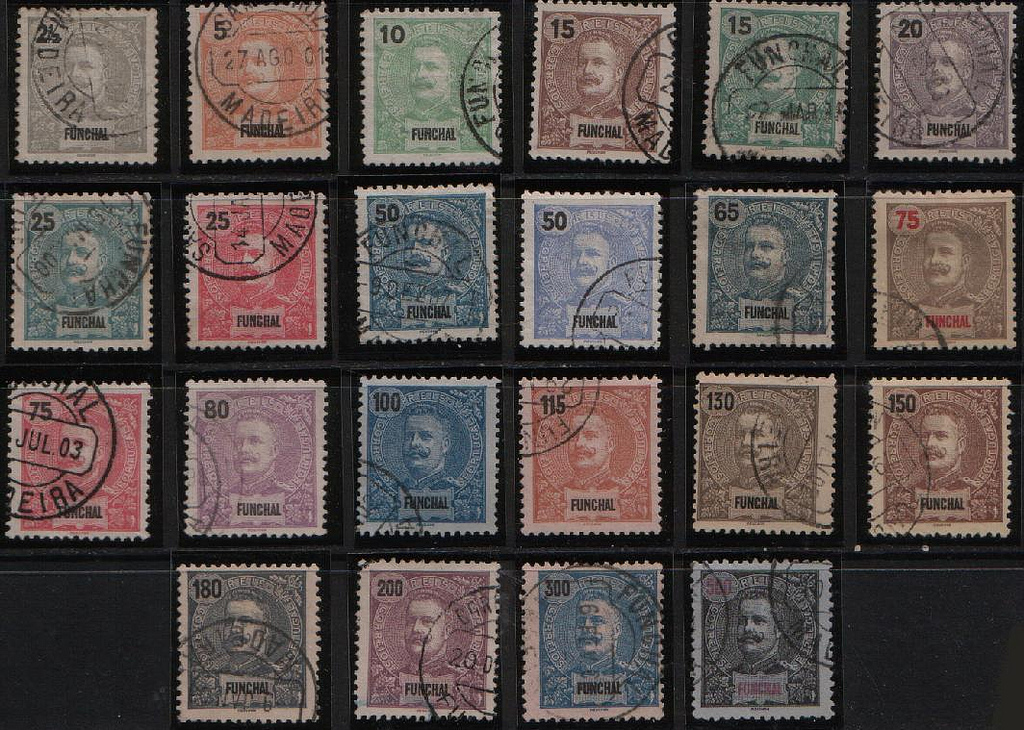
Фуншал (Мадейра, 1897—1905)

### Современные выпуски
2 января 1980 года возобновилось использование особых почтовых марок для Азорских островов (и Мадейры). Надписи на современных марках Азорских островов: «PORTUGAL» («Португалия») и «AÇORES» («Азорские острова»). У этих марок нет никакой особой цели, кроме выражения местного патриотизма: все они продаются и действительны и на территории Континентальной Португалии.
Ежегодно эмитируется около 5—10 почтовых марок, обычно тематика их связана с Азорскими островами.

## Другие виды почтовых марок

### Доплатные
Первые доплатные марки для Азорских островов появились в 1904 году. Всего за период с 1904 по 1932 год были эмитированы 44 доплатные марки.

### Пакетные
В обращении на островах также были пакетные марки, которых с 1868 года по 1932 год вышло 17 марок.